# BMW M2
BMW M2는 BMW에서 2016년부터 2020년까지 생산했던 스포츠카이다.

## F87 (2016년~2020년)
2015년 11월에 니드 포 스피드: 노 리미트에서 공개된 후 2016년 1월에 북미 국제 오토쇼에서 초연되었다.

## 모터스포츠

### BMW M2 CS 레이싱
BMW M 모터스포츠에서 개발한 도로 주행 M2 CS를 기반으로 제작된 레이싱 모델이다. 경주용 자동차인 BMW M4 GT4와 함께 선행 모델인 BMW M235i 레이싱 및 BMW M240i 레이싱에서 영감을 받아 더욱 발전된 많은 개발 사항을 가지고 있다. 경주용 자동차는 파워 스틱의 구성에 따라 280hp(205kW)에서 365hp(268kW)까지 생성할 수 있는 경주용 3리터 트윈 터보 6기통 직렬 엔진에서 동력을 얻는다. 성능의 균형이 필요하거나 허가 B 분류의 규정으로 인해. BMW M2 CS 레이싱은 또한 FIA에서 승인한 롤케이지와 BMW M 모터스포츠에서 특별히 제작한 ABS 시스템을 포함하여 리어 윙과 같은 모터스포츠 전용 구성요소를 갖추고 있다. 더 강력한 성능 패키지가 현재 만들어지고 있어 현재의 정식 버전보다 6마력 높은 최대 450마력을 낼 수 있다. BMW M2 CS 레이싱의 인도는 2020년 중반에 시작되었다.

## 비디오 게임에서의 등장
- 아스팔트 8: 에어본
- 아스팔트 스트리트 스톰 레이싱

## 같이 보기
- BMW 1 시리즈
- BMW M4
- BMW M6
- BMW M8